# Sparganiaceae
Sparganiaceae foi uma família monotípica de plantas pertencente à ordem Poales, que incluía apenas o género Sparganium com cerca de 20 espécies. O sistema APG III incluiu esta família num táxon mais alargado, a família Typhaceae.
Na classificação taxonómica de Jussieu (1789), Sparganium é o nome de um género  botânico,  ordem  Typhae,  classe Monocotyledones com estames hipogínicos.

## Espécies
O género Sparganium inclui as seguintes espécies:
| - Sparganium americanum - Sparganium androcladum - Sparganium angustifolium - Sparganium antipodum - Sparganium emersum - Sparganium erectum | - Sparganium eurycarpum - Sparganium fallax - Sparganium fluctuans - Sparganium glomeratum - Sparganium gramineum - Sparganium hyperboreum | - Sparganium minimum - Sparganium natans - Sparganium ramosum - Sparganium stenophyllum - Sparganium stoloniferum - Sparganium subglobosum |

## Classificação do gênero
| Sistema | Classificação                    | Referência               |
| ------- | -------------------------------- | ------------------------ |
| Linné   | Classe Monoecia, ordem Triandria | Species plantarum (1753) |